# Wang Yihan
Wang Yihan (Xangai, 18 de janeiro de 1988) é uma jogadora de badminton chinesa. Medalhista olímpica, e ex-número 1 da modalidade.

## Carreira
Wang Yihan representou seu país nos Jogos Olímpicos de Verão de 2012 conquistando a medalha de ouro, no individual feminino.